# Osvaldo Corrales Jorquera
Osvaldo Enrique Corrales Jorquera (Valparaíso, 9 de julio de 1972) es un psicólogo, profesor y académico chileno. Es el Rector de la Universidad de Valparaíso, institución a la que ha estado vinculado durante gran parte de su trayectoria profesional.
En 2021 fue electo Rector de la Universidad de Valparaíso. Ese mismo año fue elegido presidente del Consorcio de Universidades del Estado de Chile cargo para el cual fue ratificado en 2024 para el período 2024-2026.
En 2025 asumió nuevamente como presidente del Consejo de Rectores de Valparaíso para el período 2025-2026, función que ya había desempeñado previamente entre 2021 y 2022.

## Biografía
Osvaldo Corrales Jorquera, nació en Valparaíso, fue parte de la primera generación de estudiantes de la Escuela de Psicología de la Universidad de Valparaíso, donde actualmente se desempeña como rector y académico. Es Magíster en Comunicación Social por la Universidad de Chile y Doctor en Psicología Social por la Universidad Complutense de Madrid. Ha sido profesor de numerosas generaciones de psicólogos en la UV y también ha ejercido como profesor adjunto en el Instituto de la Comunicación e Imagen de la Universidad de Chile y en programas de magíster en comunicación de la Pontificia Universidad Católica de Valparaíso.
Desde 1997 ha ocupado diversos cargos de gestión académica en la UV, incluyendo la coordinación del Magíster en Psicología Social (2005), la dirección del Departamento de Psicología Social (2006) y la dirección de Postgrado de la Escuela de Psicología (2007).
Durante la crisis institucional que enfrentó la universidad entre 2007 y 2008, asumió como prorrector subrogante. Más tarde, el rector Aldo Valle lo designó como secretario general cargo que desempeñó durante los tres períodos de esa rectoría. Desde esa posición lideró procesos clave como la auditoría externa de la universidad, la reforma del estatuto orgánico y la creación de la política de género institucional.